# Kanton Lanvollon
Lanvollon is een voormalig kanton van het Franse departement Côtes-d'Armor. Het kanton maakte deel uit van het arrondissement Saint-Brieuc. Het werd opgeheven bij decreet van 13 februari 2014 met uitwerking op 22 maart 2015.

## Gemeenten
Het kanton Lanvollon omvatte de volgende gemeenten:
- Le Faouët
- Gommenec'h
- Lannebert
- Lanvollon (hoofdplaats)
- Le Merzer
- Pléguien
- Pommerit-le-Vicomte
- Tréguidel
- Tréméven
- Tressignaux
- Trévérec